# Navia intermedia
Navia intermedia är en gräsväxtart som beskrevs av Lyman Bradford Smith och Julian Alfred Steyermark. Navia intermedia ingår i släktet Navia och familjen Bromeliaceae. Inga underarter finns listade i Catalogue of Life.